# Donnelay
Donnelay é uma comuna francesa na região administrativa de Grande Leste, no departamento de Meurthe-et-Moselle. Estende-se por uma área de 13,02 km². Em 2010 a comuna tinha 192 habitantes (densidade: 14,7 hab./km²).